# David Carmona
Pour les articles homonymes, voir Carmona.
Carmona  Sierra est un nom espagnol. Le premier nom de famille, en général paternel, est Carmona ; le second, en général maternel, souvent omis, est Sierra.
David Carmona Sierra, né le 11 janvier 1997 à Palma del Río en Andalousie, est un footballeur espagnol évoluant au poste d'arrière droit au Asteras Tripolis.

## Biographie

### Débuts au Séville FC
David Carmona est formé au Séville FC et fait ses débuts senior en 2014 avec l'équipe réserve, à l'âge de 17 ans, en remplaçant l'espagnol Antonio Cotán (en) lors d'un match de Segunda División B perdu 3-1 contre le Cadix CF. Au cours de sa première saison, il dispute 26 matches de championnat.
Le 10 juillet 2015, il renouvelle son contrat qui le lie au Séville FC jusqu'en 2019. Il connaît ses débuts professionnels le 14 mai 2016 lors de la dernière journée de Liga contre l'Athletic Bilbao en étant titulaire.
Carmona inscrit son premier but le 8 janvier 2017 et participe au succès de son équipe sur le score de 5-3 face au Real Oviedo.

### Cadix CF
Le 29 juin 2018, Carmona s'engage trois ans au Cadix CF, club évoluant en Segunda División. Il dispute son premier match le 17 août 2018 où il est titulaire contre Almería. Carmona termine la saison avec 10 matchs au compteur, dont 3 en Coupe du Roi.

### Prêt au Racing Santander
Peu utilisé lors de la saison précédente, Carmona est prêté un an, le 15 juillet 2019, au Racing de Santander. Il joue son premier match le 13 septembre, titulaire sur le côte droit de la défense. Il termine son prêt en ayant disputé 23 matchs.

### Betis Deportivo
Le 2 octobre 2020, il résilie son contrat avec Cadix CF et s'engage avec l'équipe filiale du Real Betis, le Betis Deportivo, le lendemain,.

### Asteras Tripolis
Le 26 juin 2020, après avoir été libéré du Betis Deportivo, il s'engage pour 3 ans avec le club grec d'Asteras Tripolis.

### Carrière en sélection
David Carmona est sélectionné par Albert Celades pour faire partie de l'équipe d'Espagne espoirs dans le cadre des qualifications à l'Euro espoirs 2019. Il dispute son premier match le 1er septembre 2017 en remplaçant Pol Lirola à la mi-temps contre l'Italie en amical (3-0). 4 jours plus tard, pour les qualifications à l'Euro espoirs 2019, il connaît sa première titularisation avec les espoirs contre l'Estonie (victoire 1-0).

## Statistiques
| Saison                | Club                       | Championnat           | Championnat | Championnat | Championnat | Coupe(s) nationale(s) | Coupe(s) nationale(s) | Coupe(s) nationale(s) | Autres compétitions | Autres compétitions | Autres compétitions | Autres compétitions | Total | Total | Total |
| Saison                | Club                       | Division              | M.          | B.          | P.d.        | M.                    | B.                    | P.d.                  | Comp.               | M.                  | B.                  | P.d.                | M.    | B.    | P.d.  |
| 2014-2015             | Sevilla Atlético           | 2ªB                   | 26          | 0           | 0           | -                     | -                     | -                     | -                   | -                   | -                   | -                   | 26    | 0     | 0     |
| 2015-2016             | Sevilla Atlético           | 2ªB                   | 36          | 0           | 0           | -                     | -                     | -                     | BR                  | 6                   | 0                   | 0                   | 42    | 0     | 0     |
| 2016-2017             | Sevilla Atlético           | 2ª                    | 41          | 1           | 3           | -                     | -                     | -                     | -                   | -                   | -                   | -                   | 41    | 1     | 3     |
| 2017-2018             | Sevilla Atlético           | 2ª                    | 36          | 0           | 2           | -                     | -                     | -                     | -                   | -                   | -                   | -                   | 36    | 0     | 2     |
| Sous-total            | Sous-total                 | Sous-total            | 139         | 1           | 5           | -                     | -                     | -                     | -                   | 6                   | 0                   | 0                   | 145   | 1     | 5     |
| 2015-2016             | Séville FC                 | Liga                  | 1           | 0           | 0           | -                     | -                     | -                     | -                   | -                   | -                   | -                   | 1     | 0     | 0     |
| 2016-2017             | Séville FC                 | Liga                  | -           | -           | -           | 1                     | 0                     | 0                     | -                   | -                   | -                   | -                   | 1     | 0     | 0     |
| Sous-total            | Sous-total                 | Sous-total            | 1           | 0           | 0           | 1                     | 0                     | 0                     | -                   | -                   | -                   | -                   | 2     | 0     | 0     |
| 2018-2019             | Cadix CF                   | 2ª                    | 7           | 0           | 0           | 3                     | 0                     | 1                     | -                   | -                   | -                   | -                   | 10    | 0     | 1     |
| Sous-total            | Sous-total                 | Sous-total            | 7           | 0           | 0           | 3                     | 0                     | 1                     | -                   | -                   | -                   | -                   | 10    | 0     | 1     |
| 2019-2020             | Racing de Santander (prêt) | 2ª                    | 22          | 0           | 0           | 1                     | 0                     | 0                     | -                   | -                   | -                   | -                   | 23    | 0     | 0     |
| Sous-total            | Sous-total                 | Sous-total            | 22          | 0           | 0           | 1                     | 0                     | 0                     | -                   | -                   | -                   | -                   | 23    | 0     | 0     |
| 2020-2021             | Betis Deportivo            | 2ªB                   | 16          | 1           | 1           | -                     | -                     | -                     | -                   | -                   | -                   | -                   | 16    | 1     | 1     |
| Sous-total            | Sous-total                 | Sous-total            | 16          | 1           | 1           | -                     | -                     | -                     | -                   | -                   | -                   | -                   | 16    | 1     | 1     |
| 2021-2022             | Asteras Tripolis           | Super League          | 2           | 0           | 0           | -                     | -                     | -                     | -                   | -                   | -                   | -                   | 2     | 0     | 0     |
| Sous-total            | Sous-total                 | Sous-total            | 2           | 0           | 0           | -                     | -                     | -                     | -                   | -                   | -                   | -                   | 2     | 0     | 0     |
| Total sur la carrière | Total sur la carrière      | Total sur la carrière | 187         | 2           | 6           | 5                     | 0                     | 1                     | -                   | 6                   | 0                   | 0                   | 198   | 2     | 7     |